# 贝丝·博茨福德
贝丝·博茨福德（英語：Beth Botsford，1981年5月21日—），美国女子游泳运动员。她曾代表美国参加1996年夏季奥林匹克运动会游泳比赛，获得女子100米仰泳和女子4×100米混合泳接力金牌。